# Anzola dell'Emilia
Anzola dell'Emilia är en ort och kommun i storstadsregionen Bologna, innan 2015 i provinsen Bologna, i regionen Emilia-Romagna i Italien. Kommunen hade 12 323 invånare (2018).